# Méménil
Méménil település Franciaországban, Vosges megyében. Lakosainak száma 175 fő (2022. január 1.). Méménil Deycimont, Fontenay, Girecourt-sur-Durbion, Lépanges-sur-Vologne, Le Roulier és Viménil községekkel határos.

## Népesség
A település népességének változása:
| Lakosok száma | 152  | 150  | 155  | 151  | 152  | 157  | 162  | 168  | 175  |
|               | 2013 | 2015 | 2016 | 2017 | 2018 | 2019 | 2020 | 2021 | 2022 |